# Белгородска област
Белгородска област (рус. Белгородская область) је конститутивни субјект Руске Федерације са статусом области на простору Средишњег федералног округа у европском делу Русије на граници са Украјином, на 500-700 km од Москве.
Административни центар области је град Белгород, што значи „бели град“.

## Етимологија
Област носи име по административном центру, граду Белгороду. Сви етимолози се слажу да име града потиче од руских речи бели и город, што значи „Бели град“, али спорења иду око тога, да ли је комбинација ових речи настала због беле боје на старој тврђави града или белих обронака оближњих планина.

## Географија
Обухвата површину од 27.100 km². Према попису из 2010. има 1.532.700 становника. По националном саставу 94% су Руси, а 2,8% Украјинци. Део је централног федералног округа.
Клима је умерено континентална. Средња годишња темпаратура је 5-6 °C. Падавина има 400−550 mm годишње.

## Становништво
| 1989.     | 2002.     | 2010.     |
| --------- | --------- | --------- |
| 1,380,723 | 1,511,620 | 1,532,526 |